# Албанска кухиња
Главни оброк Албанаца је ручак, а обично га прати салата од свежег поврћа, као што су парадајз, краставци, зелене паприке, маслине преливене маслиновим уљем, сирћетом и сољу.
Ручак такође укључује главно јело од поврћа и меса. Морски специјалитети су чести у приморским областима, у градовима Драч, Валона и Саранда.